# Aegopodium
Genre
Espèces de rang inférieur
- Aegopodium podagraria

Classification phylogénétique
Aegopodium est un  genre de plantes à fleurs de la famille des Apiaceae. Ce sont des plantes herbacées originaires d'Europe et d'Asie occidentale.
Il ne compte, en Europe, qu'une seule espèce largement répandue :  l'égopode podagraire (Aegopodium podagraria). C'est une des espèces de plantes appelée «herbe aux goutteux».

## Étymologie
Le terme latin aegopodium est directement dérivé du grec aigopodion qui signifie littéralement « petit pied de chèvre » (d'aigeos (αἴγειος), « la chèvre » et podion (πόδιον), « petit pied, » diminutif neutre de pous (πούς), « le pied »), en référence à la forme des folioles, évoquant le sabot fourchu d’une petite chèvre.

## Espèces
- Aegopodium alpestre
- Aegopodium handelii
- Aegopodium henryi
- Aegopodium kashmiricum
- Aegopodium latifolium
- Aegopodium podagraria
- Aegopodium tadshikorum